# Insula Graham, Nunavut

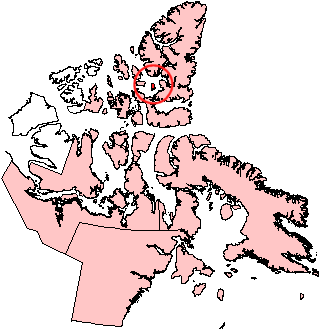
Localizarea insulei Graham în Arhipelagul Arctic Canadian

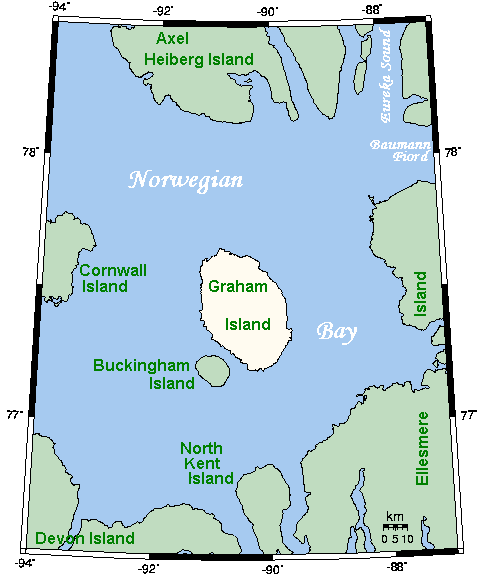
Insula Graham şi împrejurimile sale

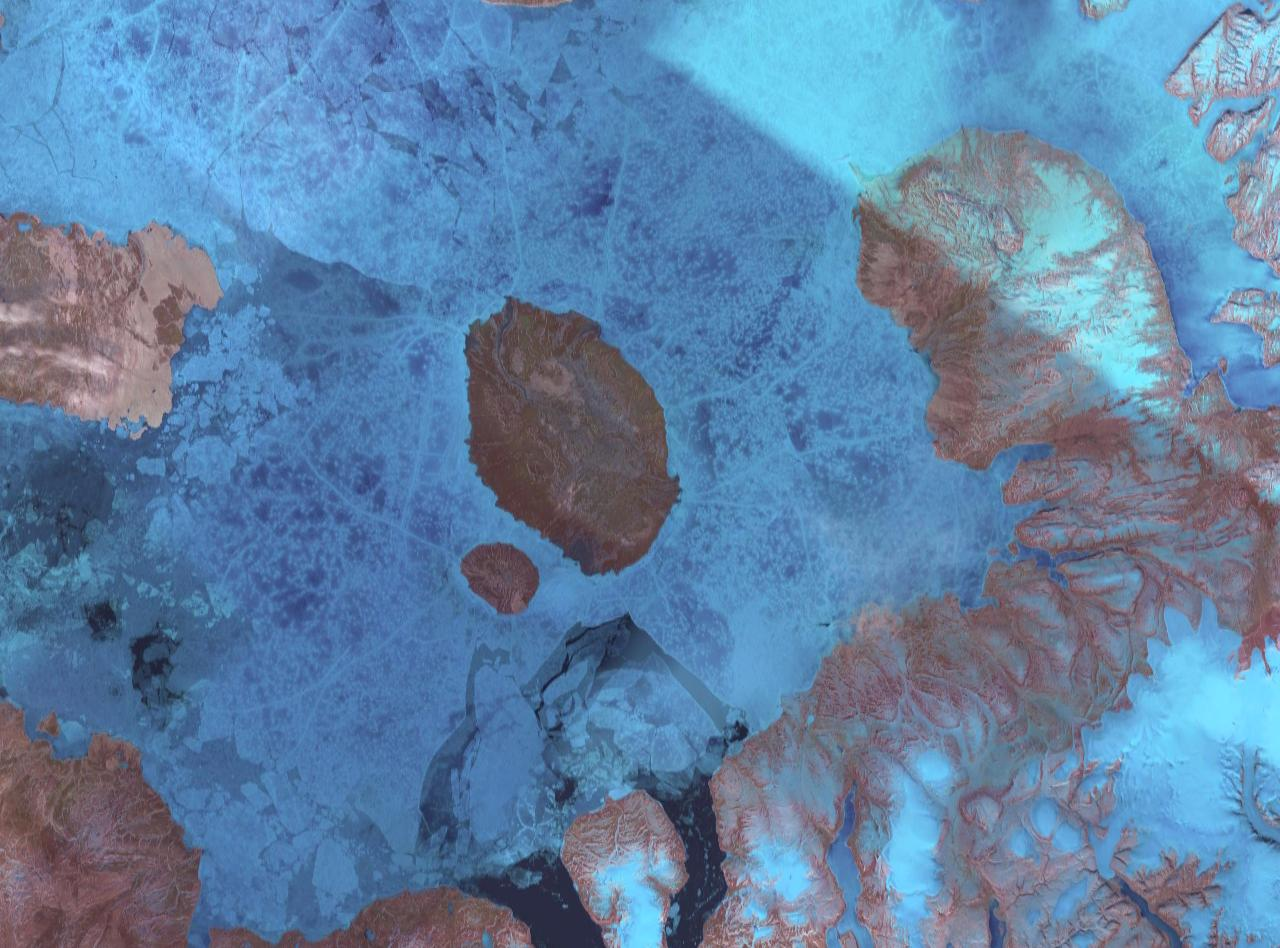
Imagine din satelit a insulei Graham

Insula Graham este o insulă nelocuită din Arhipelagul Arctic Canadian în grupul Insulelor Reginei Elisabeta. Din punct de vedere administrativ, ea face parte din regiunea Qikiqtaaluk a teritoriului Nunavut din Canada. 
Insula, de formă ovală, are o arie de 1378 km2 , o lungime de 55 km și o lățime maximă de 37 km. Ea este intersectată de meridianul de 90° longitudine vestică.
Insula Graham este situată în Golful Norvegian, la vest de insula Ellesmere, la sud de insula Axel Heiberg, la est de insula Cornwall, la nord-est de insula Devon și la nord de insula Kent de Nord. În apropierea coastelor sale sud-vestice se află insula Buckingham.
Zonele de coastă sunt relativ joase, dar terenul se înalță treptat înspre interior. Înălțimea maximă de cca. 175 m este atinsă în sud-estul insulei. Cel mai mare râu de pe insula Graham este râul Rancher, care izvorăște în centrul insulei și curge înspre nord. 